# 德里諾夫峰

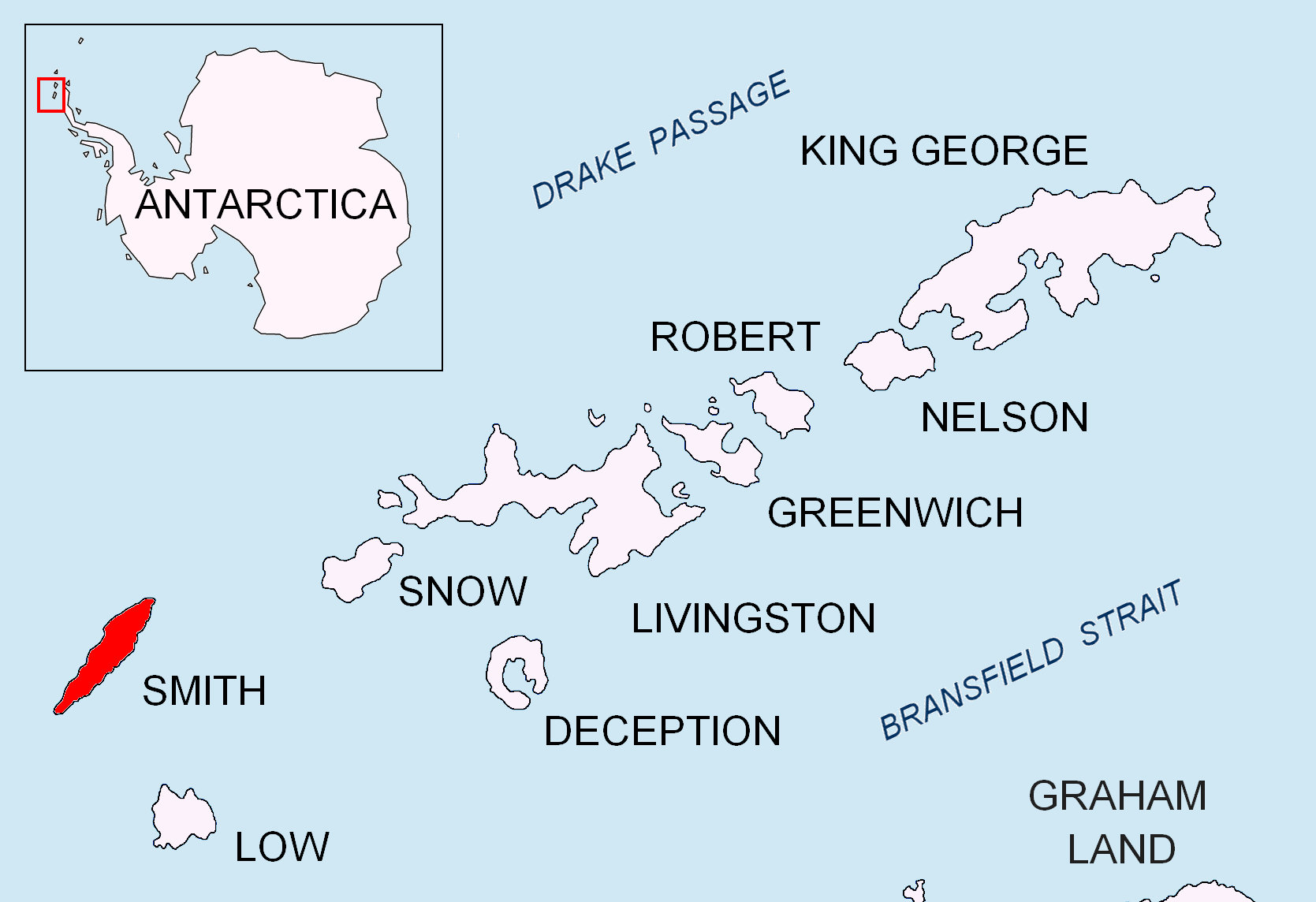

德里諾夫峰是南極洲的山峰，位於南設得蘭群島的史密斯島，屬於伊梅昂山脈的一部分，處於安蒂姆峰東北面3.6公里、斯拉蒂納峰以北1.9公里、伊雷切克角東南面2.91公里、皮斯加山西南1.85公里，海拔高度1,630米。
62°57′08″S 62°29′20″W / 62.95222°S 62.48889°W

## 外部連結
- SCAR Composite Antarctic Gazetteer（页面存档备份，存于）